# 斜硅锰石
斜硅锰石（英語：Sonolite）是一種礦物，分子式為 Mn9(SiO4)4(OH,F)2。 該礦物於 1960 年在日本京都府的園礦被發現。 1963年被鑑定為新礦物，並以索諾礦命名。

### 描述
斜硅锰石透明至半透明"Sonolite". ，顏色為橙紅色、粉棕色至深棕色，薄片無色。 該礦物呈顆粒狀,棱柱狀或它形晶;最大晶體達 2.5 厘米。斜硅锰石 是斜硅镁石(clinohumite)的含錳類似物，是羟硅锰石（jerrygibbsite）的同質異形晶.，和硅镁石（humite）組的成員。 
該礦物分佈於變質富錳礦床中。 伴生礦物包括方解石、綠泥石、锌铁尖晶石(Franklinite)、锰尖晶石galaxite)、方錳礦(manganosite)、焦鉻石、菱錳礦、錳橄欖石、矽鋅礦和红锌矿有關。

### 歷史
1960 年，Mayumi Yoshinaga 在日本Sono 礦調查 粒硅锰石（alleghanyite ）和其他含錳原矽酸鹽時， 發現了一種暗淡的紅棕色礦物，後來又在其他一些地點發現了這種礦物。  根據來自日本十個地點和台灣一個地點的樣本，該礦物於 1963 年被報道，並被確定為一種新的礦物種類。 並以首次發現的礦山命名為 sonolite 。